# Список островов Великобритании
Ниже представлен спи́сок острово́в Великобрита́нии. Великобритания распространяет свой суверенитет над тысячами островов и несколькими заморскими территориями. Ниже представленные британские острова сгруппированы по составным частям или заморским территориям. Крупнейшим британским островом является Великобритания, представляющая собой основную часть территории страны и девятый по величине остров в мире.

## Великобритания
- Великобритания (крупнейший остров Европы)

### Англия
- Барроу
- Боуден (скалы)
- Браунси
- Вертл (скала)
- Грин
- Дрейкс
- Кокет
- Кэнви
- Ланди
  - Силс (скала)
- Линдисфарн (также Холи-Айленд)
- Мерзи
- Пилзи
- Портленд (остров)
- Портси (остров)
- Ридс
- Роа (остров)
- Сеги
- Силли
  - Аннет
  - Брайер (остров)
  - Гью
  - Сент-Мартинс
  - Сент-Мэрис (остров)
  - Сент-Хеленс (остров)
  - Сент-Эгнес
  - Сэмсон (остров)
  - Треско
- Стип-Холм
- Те-Гвинис
- Торни
- Уайт (остров)
- Уоллези
- Уолни
- Фарн (острова)
  - Стейпл
- Фаулнесс (остров)
- Ферзи
- Хейвергейт
- Хейлинг
- Хилбри
- Шеппи
- Эддистон (скалы)

### Северная Ирландия
Северная Ирландия находится на острове Ирландии, см. список островов Ирландии и список пресноводных островов Ирландии
- Боа (остров)
- Коупленд (острова)
- Кэннон (скала)
- Ластимор
- Ратлин
- Рэмс
- Уайт (остров, Ферманах)

### Уэльс
- Англси
  - Ист-Маус
  - Крибинау
  - Мидл-Маус
  - Норт-Стэк
  - Паффин
  - Саут-Стак
  - Солт (остров)
  - Те-Скеррис
  - Уэст-Маус
  - Холи-Айленд (Англси)
  - Черч (остров)
- Бардси
- Грасхолм
- Денни (остров)
- Кардиган (остров)
- Колди
- Рамси (остров)
- Скокхолм
- Скомер
- Салли (остров)
- Флэт-Холм

### Шотландия
- Оркнейские острова
  - Мейнленд (Оркнейские острова)
  - Хой (остров)
  - Норт-Роналдсей
  - Саут-Роналдсей
  - Уэстрей
  - Раузи
  - Гейрзи
  - Идей (остров)
  - Оскерри
  - Стронсей
  - Шапинсей
  - Баррей
  - Копинсей
- Шетландские острова
  - Фула (остров)
  - Уолси (остров)
  - Йелл (остров)
  - Анст
  - Фэр-Айл
  - Фетлар
  - Брессей
  - Восточная и Западная Барры
  - Макл-Ро
  - Папа-Стаур
  - Трондра
  - Аут-Скеррис
  - Муса (остров)

- Роколл
- Хирта
- Стак-Ли

- Эйлса-Крейг
- Арран (остров)
- Бьют (остров)

- Скай
- Разей
- Рона (Шотландия, южная)
- Скалпей (Внутренние Гебридские острова)
- Соэй (Внутренние Гебридские острова)
- Мак (Шотландия)
- Эгг (остров)
- Рам (остров)
- Сандей (Внутренние Гебриды)

- Шуна
- Исдейл
- Скарба
- Колонсей
- Оронсей
- Джура
- Айлей

- Малл
- Алва (остров)
- Гометра
- Айона
- Колл (остров)
- Тайри (остров)

- Бернерей
- Мингалей
- Ватерсей
- Барра (остров)
- Эрискей
- Саут-Уист
- Бенбекьюла
- Гримсей
- Норт-Уист
- Валлей
- Боререй (Норт-Уист)
- Бернерей
- Киллегрей

- Льюис-энд-Гаррис (крупнейший остров Британских островов после Великобритании and Ирландии)
- Скалпей (Внешние Гебридские острова)
- Тарансей
- Скарп (Шотландия)
- Миласта
- Грейт-Бернера
- Литл-Бернера
- Пабей-Мор
- Пабей-Бег
- Берасей
- Те-Олд-Хилл
- Флоддей
- Фуэй-Мор
- Фуэй-Бег
- Вакасей-Уэст-Лох-Рог
- Вакасей-Ист-Лох-Рог

- Рона (Шотландия, северная)
- Сулискер
- Колм-Килле
- Другие 800 островов перечислены в основной статье

## Заморские территории

### Ангилья
- Ангилья
- Ангиллита
- Дог
- Прикли-Пэр-Кейс
- Сэнди (Сэнд)
- Скраб (остров)
- Сил
- Сомбреро (Ангилья), также известный как Хэт

### Акротири и Декелия
- Кипр

### Бермудские острова
- Айрленд (остров)
- Боас (остров)
- Касл (остров)
- Нонсач
- Орднанс
- Пэджет (остров)
- Сент-Джорджес (остров)
- Сент-Дэвидс (остров)
- Смитс (Бермудские острова)
- Сомерсет (остров, Бермуды)
- Транк (остров)
- Хокинс (остров)

### Британская антарктическая территория
На значительную часть Британской антарктической территории претендуют Чили и Аргентина. Ни одна претензия, в том числе британская, не получила широкого международного признания, поэтому Территория существует лишь виртуально. Все претензии регулируются Договором об Антарктиде.
- Аделейд (остров)
- Астролябия (остров)
- Беркнер
- Вега (остров, Антарктика)
- Данди (остров)
- Остров Джеймса Росса
  - Локьер (остров)
- Д'Юрвиль (остров, Антарктида)
- Жуэнвиль (остров)
- Зигзаг (остров)
- Сноу-Хилл (остров)
- Южные Оркнейские острова
  - Акунья (остров)
  - Валетт (остров)
  - Инаксессибл (острова)
  - Коронейшен (остров)
  - Лори (остров)
  - Пауэлл (остров)
  - Робертсон (остров)
  - Сигню
  - Сэдл
  - Шэгнасти
- Южные Шетландские острова
  - Гринидж (остров)
  - Десепшен
  - Кинг-Джордж (остров)
    - Бриджмен (остров)
    - Пенгуин

  - Ливингстон (остров)
    - Десолейшен
    - Хаф-Мун
    - Раггед

  - Лоу (остров)
  - остров Мордвинова (Элефант)
    - Корнуэллс (остров)
    - остров Рожнова (Гибс)
    - Роуэтт
    - Сил (остров)

  - Нельсон (Южные Шетландские острова)
  - Роберт (остров)
  - Смит (Южные Шетландские острова)
  - Сноу (остров)
  - остров Шишкова (Клэренс)
  - Эйчоу
    - Барриентос
    - Эмелина
    - Хорхе
    - Сесилия, также известный в Чили как Торре
    - Сьерра
    - Пэссидж (скала)
    - Моррис (скала)

### Британская территория в Индийском океане
Остров Диего-Гарсия, на котором с 1973 г. размещена крупнейшая военная база США, и весь архипелаг Чагос по решению Международного суда ООН 2019 г. должны быть возвращены Великобританией Маврикию, что подтвердила своим голосованием Генеральная ассамблея ООН (116 стран «за», 56 воздержались, а 6 проголосовали «против», в том числе Великобритания и США).
- Архипелаг Чагос (по решению суда ООН 2019 г. должен быть возвращён Маврикию)
  - Бленхейм (риф)
  - Виктори (банка)
  - Грейт-Чагос
  - Гэнджес
  - Дейнджер (остров)
  - Диего-Гарсия
  - Игл (острова)
    - Игл (Эгль)
    - Ваш

  - Нельсонс
  - Оуэн (банка)
  - Перуш-Баньюш
  - Питт (банка)
  - Саломон (атолл)
    - Англез
    - Боддам
    - Дьябль
    - Жакобен
    - Мапу
    - Пасс
    - Пуль
    - Сель
    - Сепюльтюр
    - Такамака (острова)
      - Такамака (остров)

    - Фуке
    - Шарль

  - Спикерс
  - Уайт (банка)
  - Эгмонт (острова)
    - Истерн-Эгмонт (Сюд-Эст)
    - Ра
    - Кар-Пат
    - Сипе
    - Любин

### Британские Виргинские острова
- Анегада
  - Литл-Анегада
  - Хорсшу (риф)
- Биф (остров)
  - Беллами-Кей
  - Уэйл (скала)
- Верджин-Горда
  - Москито (остров)
  - Неккер (остров)
  - Раунд (скала)
  - Фоллен-Джерусалем
  - Юстейша
- Дог (острова)
  - Джордж-Дог
  - Грейт-Дог
  - Сил-Дог (острова)
    - Ист-Сил-Дог
    - Литл-Сил-Дог

  - Уэст-Дог
- Йост-Ван-Дейк
  - Литл-Йост-Ван-Дейк
- Литл-Систерс
  - Джинджер (остров)
  - Карвел (скала)
  - Купер (остров)
  - Норман (остров)
  - Пеликан (остров)
    - Дед-Чест
    - Кэррот (скала)

  - Солт (остров)
- Тортола
  - Бак (остров)

### Остров Вознесения
Остров Вознесения — зависимая территория Святой Елены.
- Остров Вознесения
- Боусн-Берд
  - Боусн-Берд (скала)
- Тартар (скала)
- Уайт (скалы)

### Каймановы острова
- Большой Кайман
- Кайман-Брак
- Малый Кайман
  - Оуэн (остров)

### Монтсеррат
- Монтсеррат
  - Гоут-Айлет
  - Литл-Редонда

### Острова Питкэрн
- Дюси
  - Акадия-Айлет
  - Пандора-Айлет
  - Уэстуорд-Айлет
  - Эдвардс-Айлет
- Оэно
- Питкэрн (остров)
- Хендерсон (остров)

### Остров Святой Елены
- Остров Святой Елены

### Острова Теркс и Кайкос
- Теркс
  - Гранд-Терк
  - Солт-Кей (остров)
    - Коттон (банка)
- Кайкос
  - Ист-Кайкос
  - Мидл-Кайкос
  - Норт-Кайкос
  - Провиденсьялес
  - Пэррот (банка)
  - Саут-Кайкос
  - Уэст-Кайкос

### Тристан-да-Кунья
Тристан-да-Кунья — зависимая территория Святой Елены.
- Гоф (зависимая территория Тристан-да-Куньи)
- Инаксессибл (остров)
- Найтингейл (острова)
  - Мидл (остров)
  - Найтингейл (остров)
  - Штольтенгоф
- Тристан-да-Кунья

### Фолклендские (Мальвинские) острова
Аргентина считает Фолклендские острова своей территорией, см: Проблема принадлежности Фолклендских островов.
- Восточный Фолкленд
  - Си-Лайон
- Западный Фолкленд
  - Джейсон(острова)
    - Гранд-Джейсон
    - Саут-Джейсон
    - Стипл-Джейсон
    - Флэт-Джейсон
    - Элефант-Джейсон

  - Пеббл
    - Голдинг (остров)
    - Ист (остров, Фолклендские острова)
    - Пеббл-Айлет
    - Рэббит

  - Пэссидж
  - Сондерс (Фолклендские острова)
  - Суон (острова, Фолклендские острова)
    - Норт-Суон
    - Суон
    - Уэст-Суон

  - Уэдделл (Фолклендские острова)

### Южная Георгия и Южные Сандвичевы острова
Аргентина считает Южную Георгию и Южные Сандвичевы острова своей территорией. См. Принадлежность Фолклендских островов.
- Блэк (скала)
- Клерк (скалы)
- Шаг (скалы)
- Южная Георгия
  - остров Анненкова
  - Берд (остров, Южная Георгия)
  - Грасс (остров)
  - Грасхолм
  - Купер (остров)
  - Пиккерсгилл
  - Уиллис (острова)
    - Мейн
    - Тринити (остров, острова Уиллис)

  - Уэлком (острова)
- Южные Сандвичевы острова
  - Кэндлмас
  - Сатерн-Тули
  - Сентрал (острова)
  - Траверсе (архипелаг)